# Лиезерис
Лие́зерис, Лие́зерес или Лие́зере (латыш. Liezēris, Liezeres ezers, Liezēra ezers, Liezēres ezers) — озеро в Лиезерской волости Мадонского края Латвии. Относится к бассейну Айвиексте. Исток Куи.
Площадь водной поверхности — 105,9 га. Наибольшая глубина — 13 м, средняя — 4,6 м.